# Egres Katinka
Egres Katinka (Kaposvár, 1984. január 5. –) magyar színésznő.

## Élete
Általános és középiskolai tanulmányait a kaposvári Kodály Zoltán Ének-zene Tagozatos Általános Iskolában és egy helyi drámatagozatos gimnáziumban végezte. Először tízévesen lépett színpadra, Fjodor Mihajlovics Dosztojevszkij Bűn és bűnhődés című regényének színpadi feldolgozásában kapta meg Polenyka szerepét a kaposvári Csiky Gergely Színházban. Még gimnazistaként került be a Déryné Vándorszíntársulatba, amelynek azóta is visszatérő, örökös tagja. A Színház- és Filmművészeti Egyetemen 2006-ban diplomázott Lukács Andor és Jordán Tamás osztályában. Negyedéves gyakorlatát a budapesti Örkény István Színházban, első évadát pedig a debreceni Csokonai Színházban töltötte. A 2007/2008-as évadot szabadúszóként többek között a székesfehérvári Vörösmarty Színházban, a budapesti Játékszínben, az Örkény István Színházban és a Nemzeti Táncszínházban töltötte.

## Színpadi szerepek
- Litvai Nelli: Világszép Nádszálkisasszony – Júlia, a Világszép Nádszálkisasszony
- E. T. A. Hoffmann: Diótörő – Bőregér
- Molnár Ferenc: Az üvegcipő – Roticsné
- Szőcs Géza: Liberté 56’ – Éva
- Leonard Bernstein: West Side Story – Akárkié
- Kiss Csaba: Kun László – Édua
- Frank Wedekind: A tavasz ébredése – mozgás színház
- Jean Poiret: Kellemes Húsvéti Ünnepeket – Julie
- Szép Ernő: Vőlegény – Kornél
- Presser Gábor- Upor László: Magyar Carmen – Kata
- Füst Milán: Lázadó – Olga

## Filmjei

### Játékfilmek
- Budakeszi srácok (2006) - Vera
- Liberté '56 (2007) - Éva
- Megy a gőzös (2007) - Böske
- 9 és ½ randi (2008) - Tünde
- Cinka Panna (2008) - Jolana
- Kon-Tiki (2012) - Beautiful Senorita
- Z világháború (2013) - újságíró (nincs a stáblistában)

### Tévéfilmek
- Örkény lexikon (2006) - Gitta
- Régimódi történet (2006)
- Pirkadat (2008) - Úrnő lánya
- A Vatikán ügynöke (2009) - Jolanda
- Kurvák iskolája (2011) - Girl 1.
- Souvenir (2011) - Lucia Ferretti
- Sinbad (2011) - Abria
- Hacktion: Újratöltve (2013)
- A renitens (2024) - Szandi

## Külső hivatkozások
- Egres Katinka: Még keresem az utat
- Magyar lány Brad Pitt és a zombik között